# الکترو-هاپ
الکترو-هاپ که بعضی اوقات الکترونیک هیپ هاپ یا الکترونیک رپ یا روبات هیپ هاپ نامیده می‌شود، سبکی تلفیقی از سبک‌های الکتروفانک باهیپ هاپ یا رپ می‌باشد. جنبش الکتروهاپ بعد از به وجود آمدن سبک زیرزمینی موسیقی الکترو در ساحل غربی آمریکا با حضور هنرمندانی مانند منترونیکس، من پریش، جانزن کرو، نوکلئوس، پلنت پترول و غیره طرفدار پیدا کرد.صدای الکترونیکی که ابتدا توسط گروه پیشروی کرفتورک تولید می‌شد، بعداً توسط زولوو نیشن (آفریکا بامباتا) که رهبری و سرپرستی سبک هیپ هاپ را داشت، توسعه پیدا کرد.این سبک از موسیقی هیپ هاپ در ابتدا با استقبال طرفداران زیرزمینی بسیاری در جنوب کالیفرنیا مواجه شد.نوعی شرقی از موسیقی الکترونیک از دی جی ارتور و دیزل.دی در اواخر سالهای ۲۰۰۶ به وجود آمد، آنها موسیقی بسیار قوی را در پیروی از جورجیای شمالی و تنسی شرقی در محیط زیرزمینی نگه داشتند؛ مانند توسعه بخشیدن مستقل باتوجه به توانائی‌های آنها می‌بود مانند سبک موسیقی کرانک و موسیقی اسنَپ.

## سبک‌های مرتبط
- الکترو
- هیپ هاپ
- هیپ هاوس
- الکتروهاوس
- دَنس پاپ
- کرانک
- تریپ هاپ
- هایفی
- مایامی باس